# 429
Het jaar 429 is het 29e jaar in de 5e eeuw volgens de christelijke jaartelling.

## Gebeurtenissen

### Klein-Azië
- Keizer Theodosius II kondigt in de senaat van Constantinopel zijn plannen aan om de Codex Theodosianus te codificeren. Hij stelt een comité aan om alle wetten in het rijk te verzamelen.
- Theodosius II beveelt dat al het geld dat door de Joden bij elkaar is gesprokkeld voor onderwijs (scholen) afgegeven moet worden voor zijn schatkist: "Het Patriarchaal Fonds". (waarschijnlijke datum)

### Brittannië
- Slag bij Verulamium: De Romano-Britten behalen bij Verulamium, het tegenwoordige St Albans, ten noorden van Londen de overwinning op de Saksen.

### Europa
- Slag bij Merida: De Vandalen onder leiding van koning Geiserik verslaan in de omgeving van Emerita Augusta (huidige Mérida) de rivaliserende Sueven.

### Afrika
- Zomer - Geiserik steekt met 80.000 Vandalen en bondgenoten, van wie niet meer dan 15.000 krijgers, via de Straat van Gibraltar (tussen de Zuilen van Hercules) over naar Noord-Afrika. Hij voert een plunderveldtocht in Mauretania en Africa. Onder meer de Romeinse stad Icosium wordt getroffen. De Vandaalse vloot bedreigt in de Middellandse Zee de graantoevoer naar Italië.
- Bonifatius, verzwakt door de burgeroorlog tegen keizerin Galla Placidia, sluit een vredesverdrag en ontvangt de eretitel van patriciër (Romeinse adel).

### India
- De Tamils steken via Zuid-India de Golf van Bengalen over en vallen Ceylon binnen.

## Religie
- Paus Celestinus I stuurt de bisschoppen Germanus van Auxerre en Lupus van Troyes naar Engeland om het pelagianisme te bestrijden.
- Hilarius, een familielid van Honoratus, volgt hem op als aartsbisschop van Arles.

## Overleden
- 6 januari - Honoratus van Arles, Frans aartsbisschop